# 孟加拉國國家圖書館
孟加拉国国家图书馆（英語：National Library of Bangladesh，NLB）是孟加拉國的國家圖書館，該博物館成立于1972年，屬於孟加拉国文化部图书馆司管轄，現在的大樓建造于1985年。

## 外部連接
- Official site（页面存档备份，存于）